# Талеши Хава
Талеши хава (тал. Толыши һәво) — произведение иранского композитора Сейеда Мехди Хоссейни. Произведение было переложено для скрипки и фагота в 2008 году. В композиции использована музыка талышей. «Талеши хава» с талышского переводится, как «талышская мелодия/музыка».
Первое исполнение этого произведения состоялось на концерте памяти известного итальянского композитора XX века Луиджи Ноно в Санкт-Петербурге. Талеши Хава сочетает в себе региональную иранскую музыку с академическими авангардными ритмами. Талеши хава — один из самых известных музыкальных мотивов талышского региона Ирана, и талыши используют иные музыкальные мелодии называемые (hang), (laja), (сут), отличные от (havâ).